# Revival (Light the Torch)
Revival è il terzo album in studio del gruppo musicale statunitense Light the Torch, precedentemente noti come Devil You Know, pubblicato il 30 marzo 2018 dalla Nuclear Blast.

## Descrizione
Si tratta del primo disco del gruppo pubblicato come Light the Torch e il primo dove figura alla batteria Mike Sciulara. A differenza dei precedenti, l'album segna una svolta nel cantato di Howard Jones, che qui preferisce uno stile più melodico riducendo notevolmente le parti di screaming.

## Tracce
Testi di Howard Jones, musiche dei Light the Torch.
1. Die Alone – 3:52
2. The God I Deserve – 3:19
3. Calm Before the Storm – 3:55
4. Raise the Dead – 3:43
5. The Safety of Disbelief – 3:33
6. Virus – 3:38
7. The Great Divide – 3:17
8. The Bitter End – 3:23
9. Lost in the Fire – 4:13
10. The Sound of Violence – 2:36
11. Pull My Heart Out – 3:36
12. Judas Convention – 4:17

## Formazione
Gruppo
- Howard Jones – voce
- Francesco Artusato – chitarra, tastiera, programmazione
- Ryan Wombacher – basso
- Mike Sciulara – batteria

Produzione
- Josh Gilbert – produzione, ingegneria del suono
- Light the Torch – produzione
- Joseph McQueen – ingegneria del suono, missaggio
- Chris Gehringer – mastering
- Francesco Artusato – illustrazione copertina
- Hristo Shindov – fotografia

## Classifiche
| Classifica (2018)         | Posizione massima |
| ------------------------- | ----------------- |
| Stati Uniti               | 169               |
| Stati Uniti (hard rock)   | 10                |
| Stati Uniti (independent) | 4                 |
| Stati Uniti (rock)        | 28                |